# Schola Cantorum (chór)
Schola Cantorum (z łac. „szkoła śpiewaków”) – chór mieszany działający przy I Liceum Ogólnokształcącym im. Ignacego Jana Paderewskiego w Knurowie.
Schola Cantorum stworzona została przez mgra Jerzego Pogockiego w 1967 roku w Knurowie.
Odtąd odnosiła wiele sukcesów krajowych jak i międzynarodowych. Dawniej członkami chóru byli wyłącznie licealiści, dziś w próbach uczestniczą również studenci
a nawet młodzież gimnazjalna.
Przez 40 lat jego istnienia chór rozwijał się i wykonywał utwory w różnym stylu i tematyce. Melodie śpiewa się także w języku łacińskim, angielskim, francuskim, hiszpańskim, jidysz a są to utwory sakralne, patriotyczne, melodie tradycyjne oraz rozrywkowe.
Od roku 1983 Chór jest członkiem Polskiego Związków Chórów i Orkiestr.

## Dyrygenci
- 1967–2005: mgr Jerzy Pogocki
- od 2005:  Kamilla Pająk

## Osiągnięcia
- 1969 – Wojewódzki przegląd szkolnych zespołów artystycznych w Katowicach – wyróżnienie II stopnia
- 1970 – Wojewódzki przegląd szkolnych zespołów artystycznych w Katowicach – wyróżnienie II stopnia
- 1971 – Wojewódzki przegląd szkolnych zespołów artystycznych w Katowicach – wyróżnienie I stopnia
- 1975 – Rejonowy i wojewódzki przegląd szkolnych zespołów artystycznych w Rybniku i Katowicach – wyróżnienie I i II stopnia
- 1976 – Rejonowy i wojewódzki przegląd szkolnych zespołów artystycznych w Rybniku i Katowicach – wyróżnienie I stopnia
- 1977 – Ogólnopolski Festiwal “Czerwona Lutnia” w Wodzisławiu. II miejsce w kat. chórów młodzieżowych oraz nagroda miasta Wodzisławia Śl
- 1978 – Wojewódzki przegląd szkolnych zespołów artystycznych w Raciborzu – wyróżnienie I stopnia
- 1979
  - II Ogólnopolski Przegląd Chórów „Przyjaźń w Pieśni” w Poznaniu -Nagroda Przewodniczącego Zarządu Głównego Towarzystwa Przyjaźni Polsko-Radzieckiej, nagroda indywidualna wojewody poznańskiego dla dyrygenta
  - Przesłuchania VII Ogólnopolskiego Festiwalu Pieśni „Czerwona Lutnia” w Kazimierzu – I miejsce i puchar, nagroda dla dyrygenta
- 1980
  - III Ogólnopolski Przegląd Kameralnych Zespołów Muzyki Dawnej w Kaliszu – Puchar Ministra Oświaty i Wychowania
  - XII Festiwal Pieśni o Ojczyźnie w Kraśniku Lubelskim – Nagroda naczelnika miasta Kraśnik Lubelski za prezentacje śląskiej pieśni powstańczej
  - IV Turniej Chórów Muzyki Rosyjskiej i Radzieckiej w Czechowicach-Dziedzicach – II nagroda
- 1981 – IV Ogólnopolski Przegląd Kameralnych Zespołów Muzyki Dawnej w Kaliszu – główna nagroda “Harfa Eola” i nagroda specjalna Ministra Oświaty i Wychowania za najlepsze wykonanie utworów do słów Jana Kochanowskiego
- 1983
  - III Ogólnopolski Konkurs Chórów Szkolnych a Cappella w Krakowie – przesłuchania międzywojewódzkie – 1 miejsce i puchar Krakowskiego Oddziału PZCHiO za najlepsze wykonanie utworu obowiązkowego. Finał nie odbył się.
  - Ogólnopolski Turniej Chórów „Legnica Canatat 15″ – indywidualna nagroda dla dyrygenta Fundacji Ministerstwa Kultury i Sztuki.
  - VI Międzynarodowe Spotkania Muzykującej Młodzieży Szkolnej w Bydgoszczy – wyróżnienie specjalne – Puchar Prezydenta Miasta Bydgoszczy
- 1984
  - XXXII Europejski Festiwal Muzycznej Młodzieży w Neerpelt (Belgia) – nagroda Cum Laude, złoty medal Ministerstwa Kultury Królestwa Belgii
  - Ogólnopolski Turniej Chórów „Legnica Cantat” – nagroda im. Wacława Lachmana
  - Ogólnopolski Festiwal Polskiej Pieśni Chóralnej – srebrny medal
- 1985
  - VII Ogólnopolski Przegląd Kameralnych Zespołów Muzyki Dawnej w Kaliszu – główna nagroda „Harfa Eola”
  - V Ogólnopolski Konkurs Chórów Szkolnych a Cappella w Częstochowie – Grand Prix, Złoty Kamerton, Puchary Ministra Oświaty i Wychowania i Prezesa Zarządu Głównego PZCHiO
  - XVI Międzynarodowy Festiwal Chórów Młodzieżowych w Celje – Złoty Medal, nagroda dla dyrygenta
  - X Ogólnopolski Festiwal Polskiej Pieśni Chóralnej w Katowicach – nagroda specjalna Dyrektora Wojewódzkiego Ośrodka Kultury w Katowicach
  - X Ogólnopolski Festiwal Pleśni o Morzu w Wejherowie – główna nagroda Statuetka “Złocistego Żagla”, nagroda Gdańskiego Kuratorium Oświaty i Wychowania
  - VII Międzynarodowe Spotkania Muzykującej Młodzieży Szkolnej – Bydgoskie Impresje Muzyczne w Bydgoszczy – nagroda specjalna Prezesa Komitetu do Spraw Radia i Telewizji
  - Medal Pamiątkowy Związku Nauczycielstwa Polskiego z okazji jubileuszu 80-lecia.
- 1986
  - Kapituła Oddziału Śl. PZCHiO przyznała chórowi Medal im. Michała Wolskiego za wybitne zasługi w dziele krzewienia i utrwalania kultury muzycznej
  - Udział w Międzynarodowym Festiwalu Muzycznym w Autun (Francja)
  - XV Międzynarodowy Festiwal Pieśni Chóralnej w Tours (Francja) – III miejsce w kategorii chórów kameralnych
  - XXI Międzynarodowy Festiwal Pieśni Chóralnej w Międzyzdrojach – Puchar Ministra Kultury i Sztuki
  - XI Festiwal Polskiej Pieśni Chóralnej w Katowicach – Srebrny Medal
  - I Turniej Chórów Mieszanych w Chrzanowie – 1 miejsce i Puchar Przechodni
- 1987
  - VII Ogólnopolski Konkurs Chórów Szkolnych a Cappella w Kaliszu – Złoty Kamerton i Puchar Ministerstwa Oświaty I Wychowania
  - XXXV Międzynarodowy Konkurs Polifoniczny w Arezzo (Włochy) Udział chóru w 3 kategoriach:
    1. Festiwal Chóralnej Pieśni Ludowej – wyróżnienie
    2. Konkurs Śpiewu Gregoriańskiego – IV miejsce
    3. Główny Konkurs Chóralny – III miejsce

  - V Ogólnopolski Festiwal Współczesnej Twórczości dla Dzieci i Młodzieży DO-RE-MI w Łodzi – specjalne wyróżnienie gremium kompozytorów.
- 1988
  - VIII Ogólnopolski Konkurs Chórów Szkolnych a Cappella w Bydgoszczy – Grand Prix Konkursu
  - XII Ogólnopolski Festiwal Polskiej Pieśni Chóralnej w Katowicach - Złoty Medal – Nagroda MEN – Nagroda dla dyrygenta
  - Europejskie Spotkania Muzyczne Młodzieży „Eurotreff” w Wolfenbuttel (RFN)
- 1989
  - XI Ogólnopolski Przegląd Kameralnych Zespołów Muzyki Dawnej w Kaliszu - Nagroda wojewody kaliskiego
  - XII Ogólnopolski Festiwal Pieśni o Morzu w Wejherowie – III miejsce i puchar gdańskiego oddziału PZCHiO.
  - II Przegląd Chórów Górniczych w Piekarach Śl. – Grand Prix
  - XII Ogólnopolski Przegląd Kameralnych Zespołów Muzyki Dawnej w Kaliszu – główna nagroda „Harfa Eola”
  - X Ogólnopolski Konkurs Chórów Szkolnych a Cappella w Bydgoszczy – 1 miejsce, Złoty Kamerton, Puchar za najlepsze wykonanie utworu obowiązkowego
  - V Międzynarodowy Festiwal Muzyczny w Cantonigros k. Barcelony (Hiszpania) – w konkursie chórów mieszanych I miejsce i nagroda miasta Barcelony, w konkursie folklorystycznym II miejsce ex aequo z Yhabong Melodies Choir (RPA)
  - Konkurs Wojewódzki Festiwal Kultury Młodzieży Szkolnej – Grand Prix w kategorii muzycznej
  - IV Międzynarodowy Festiwal Chóralny w Neuchatel (Szwajcaria) – III miejsce ex aequo z Chórem Uniwersytetu w Pecs (Węgry).
  - Tournée Koncertowe Chóru po Dolnej Saksonii (Verden, Brema, Oldenburg) na zaproszenie Senatu Miasta Bremy
- 1993
  - XIII Ogólnopolski Konkurs Chórów a Cappella w Bydgoszczy – 1 miejsce i Złoty Kamerton
  - XVI Ogólnopolski Przegląd Kameralnych Zespołów Muzyki Dawnej w Kaliszu – Główna nagroda „Brązowa Harfa Eola”
  - XVI Ogólnopolski Konkurs Chórów a Cappella Dzieci i Młodzieży w Bydgoszczy – Złoty Kamerton
- 1995 – IV Tyskie Wieczory Kolędowe o charakterze konkursowym – 1 miejsce i główna nagroda
- 1996
  - XV Ogólnopolski Konkurs Chórów a Cappella Dzieci i Młodzieży Szkolnej w Bydgoszczy – Srebrny Kamerton
  - Ogólnopolski Festiwal Polskiej Pieśni Chóralnej w Katowicach – Puchar Prezesa Zarządu Głównego PZCHiO
- 1997 – Ogólnopolski Przegląd Kameralnych Zespołów Muzyki Dawnej w Kaliszu – Główna nagroda “Srebrna Harta Eola”
- 1998
  - Konkurs w ramach VII Wieczorów Kolędowych w Tychach – II miejsce
  - XXI Międzynarodowe Spotkania Muzykującej Młodzieży w Bydgoszczy – Nagroda główna Brązowa Struna, Nagroda specjalna Lucent Technologies
  - III Festiwal Pieśni Maryjnej „Magnificat” w Piekarach Śl. – 1 miejsce Puchar Burmistrza miasta Orzesze
  - II Wojewódzki Festiwal Muzyki Chóralnej im. Wojciecha Łukaszewskiego w Częstochowie – nagroda dla dyrygenta
- 2000
  - II nagroda w konkursie na kronikę chóru i dyplom uznania za zasługi w dokumentowaniu dziejów życia społecznego ruchu muzycznego na Śląsku.
  - I Ogólnopolski Konkurs Muzyki Sakralnej im. Grzegorza Gerwazego Gorczyckiego w Bytomiu -Złote Pasmo i nagroda Wydawnictwa „Książnica”
  - VII Mysłowicki Przegląd Chórów im. A. Chlondowskiego – 1 miejsce ex aequo z Chórem Liceum Muzycznego z Katowic.
  - IV Festiwal Pieśni Maryjnej „Magnificat” w Piekarach Śl. – 1 miejsce i Puchar Metropolity Katowickiego
  - International Week of Choral Singing „Alpe Adria Cantat” Lido di Jesolo – Venezia (Italia) – certyfikat dla poszczególnych członków Chóru.
  - Ogólnopolski Festiwal Polskiej Pieśni Chóralnej w Katowicach – Złote Pasmo i I nagroda oraz Puchar Marszałka Województwa Śląskiego.
- 2001
  - IX Mysłowicki Przegląd Chórów im. A. Chlondowskiego – 1 miejsce
  - II Ogólnopolskie Dni Muzyki Sakralnej im. G.G. Gorczyckiego w Bytomiu – Grand Prix, Puchar Biskupa Diecezji Gliwickiej, Puchar Przewodniczącego Sejmiku Woj. Śląskiego dla dyrygenta.
- 2002
  - XI Tyskie Wieczory Kolędowe (konkurs) – III miejsce
  - XXIV Ogólnopolski Festiwal Zespołów Muzyki Dawnej w Kaliszu – główna nagroda „Złota Harfa Eola”
  - XXII Ogólnopolski Konkurs Chórów a Cappella Dzieci i Młodzieży w Bydgoszczy – „Srebrny Kamerton”
  - Wydanie płyty kompaktowej Chóru „Schola Cantorum”, solistów i orkiestry kameralnej z repertuarem utworów Grzegorza Gerwazego Gorczyckiego

## Laur Knurowa
W 1995 roku Schola Cantorum otrzymała nagrodę „Laur Knurowa” wręczaną corocznie z okazji urodzin Miasta Knurów.